# 社会民主労働党 (北アイルランド)
社会民主労働党（しゃかいみんしゅろうどうとう、英語: Social Democratic and Labour Party [略称:SDLP]、アイルランド語: Páirtí Sóisialta Daonlathach an Lucht Oibre）は、イギリスの北アイルランドの社会民主主義政党である。

## 概要
1970年結成。カトリック系の住民を支持基盤としており、北アイルランド問題においてはアイルランド共和国との統一を支持する。しかし、そのスタンスは一切の暴力を拒否する穏健なものであり、1998年のベルファスト合意以降はユニオニスト（イギリスとの合同維持を主張する勢力）の最大政党だったアルスター統一党と連立政権を組むなど和平プロセスの進展に大きく寄与し、当時のジョン・ヒューム党首はデヴィッド・トリンブル北アイルランド自治政府首相とともにノーベル平和賞を受賞した。だが、その後の和平プロセスの行き詰まりから、最近はより急進的なシン・フェイン党に支持が流れる傾向にある。2017年イギリス総選挙で、イギリスの下院に持っていた3議席をすべて失ったが、2019年イギリス総選挙で2議席を回復した。北アイルランド議会には16議席を持つ。
社会主義インターナショナルおよび欧州社会党の加盟政党である。またイギリスの労働党、アイルランド共和国の労働党とは同じ社会民主主義・中道左派政党として密接な関係にある。
党首はコラム・イーストウッド。